# Diocèse de Côme
Le diocèse de Côme (en latin : dioecesis Comensis ; en italien : diocesi di Como ; en lombard : diocesi de Cum) est le diocèse de l'Église catholique de Côme en Italie. Érigé au IVe siècle, il est un des diocèses historiques de Lombardie. L'ordinaire du lieu est Oscar Cantoni depuis 2016.

## Histoire
Au IVe siècle, Ambroise de Milan restructure la Lombardie. Dans ce cadre, il érige le diocèse et ordonne, en 386, saint Félix (it) comme premier évêque du diocèse. Axé autour de la ville de Côme, Le diocèse aide à la christianisation de la région, qui s'étend jusqu'à Poschiavo qui dépend alors de la lointaine abbaye de Saint-Denis, ainsi que jusqu'au val Bregaglia, faisant alors partie du diocèse de Coire.
Dans un premier temps, le diocèse de Côme, au contraire de celui de Milan, est nestorien. Ceci entraîne des tensions avec l'archidiocèse de Milan. Au VIe siècle, l'Église de Côme se rattache donc au patriarcat d'Aquilée.
Au XVe siècle, le duché de Milan annexe Côme. Des milanais accèdent donc au siège épiscopal de Côme et la situation s'apaise, bien que le diocèse demeure rattaché au patriarcat d'Aquilée. Un siècle plus tard, la Réforme atteint la partie des territoires du diocèse administrée par les cantons suisses. La Contre-Réforme est alors appliquée et la communauté réformée de Locarno doit quitter la région en 1555.
Au XVIIIe siècle la domination autrichienne s'installe et l'autorité patriarcale d'Aquilée est supprimée. Le diocèse de Côme devient suffragant de l'archidiocèse de Gorizia puis finalement, en 1789 redevient suffragant de celui de Milan.
Le diocèse ne va plus changer jusqu'à la fin du XIXe siècle. En effet, en 1803, le canton du Tessin est créé. La Confédération devient un État fédéral en 1848 et en 1859, son gouvernement promulgue la suppression des juridictions épiscopales étrangères sur tout le territoire suisse. La partie du diocèse de Côme sur territoire tessinois passe donc sous juridiction du diocèse de Bâle, morcelant alors le territoire du diocèse. C'est alors le dernier changement territorial du diocèse.

## Territoire
Le diocèse de Côme, d'une superficie de 4 244 km2, est limitrophe du diocèse de Coire au nord, du diocèse de Lugano à l'ouest, de l'archidiocèse de Milan à l'ouest et au sud et du diocèse de Bergame au sud.
La cathédrale Santa Maria Assunta de Côme est le siège du diocèse.

### Vicariats
Depuis 2011, le diocèse est formé de 31 vicariats en remplacement des précédentes zones pastorales, dans le but de mieux coordonner les communautés locales. Chaque vicariat est formé de 4 à 15 paroisses. Les trois vicariats de Marchirolo, Canonica et Cittiglio, à la frontière avec le canton du Tessin, sont enclavés dans l'archidiocèse de Milan depuis le retrait des territoires tessinois du diocèse en 1859.

## Abus sexuels
L'affaire Gabriele Martinelli est une affaire judiciaire mettant en cause les prêtres Gabriele Martinelli et Enrico Radice. Gabriele Martinelli est accusé de viols et d'agressions sexuelles qui auraient eu lieu dans le petit séminaire Pie X au sein du Vatican et Enrico Radice est accusé de complicité. Le jugement doit être rendu en octobre 2021. Le petit séminaire Pie X est placé sous l'autorité du diocèse de Côme. Le 15 juillet 2021, le procureur du tribunal pénal du Vatican requiert six ans de prison ferme à l'encontre du prêtre Gabriele Martinelli, pour « violences sexuelles ».